# 渡邊敏郎
渡邊敏郎（1973年—）日本人，在擔任小学教师時涉嫌为学生拍摄裸体照片、将学生尸体的照片擅自在网络上公开、发表辱骂性的评论、以儿童为对象制作黄色片、违反著作权及偷拍等罪行。2006年被捕入狱，获缓刑被释，但遭到学校解职。2008年，因擅自出入东京各地的小学进行偷拍活动而再次被捕入狱。